# 中村慎
中村 慎（なかむら まこと、1961年9月12日 - ）は、日本の裁判官。現最高裁判所判事。

## 概要
大阪府大阪市出身。大阪教育大学附属池田小学校、大阪教育大学附属池田中学校、大阪教育大学附属高等学校池田校舎を経て、京都大学法学部を卒業。裁判官としては民事畑が長く、裁判所のIT化に取り組む。

## 経歴
着任地は次のとおり、水戸市以外は、東京都千代田区（霞が関及び隼町）のみである。
- 1988年4月12日　東京地方裁判所判事補
- 1990年4月1日　最高裁判所事務総局人事局付（東京地方裁判所判事補）
- 1991年4月12日　最高裁判所事務総局人事局付（東京地方裁判所判事補・東京簡易裁判所判事）
- 1992年7月15日　東京地方裁判所判事補・東京簡易裁判所判事
- 1994年4月11日　検事
- 1997年5月16日　東京簡易裁判所判事・東京地方裁判所判事補
- 1997年5月19日　大阪簡易裁判所判事・大阪地方裁判所判事補
- 2000年4月1日　最高裁判所調査官（東京簡易裁判所判事・東京地方裁判所判事補）
- 2000年5月27日　最高裁判所調査官（東京地方裁判所判事）
- 2001年8月1日　最高裁判所事務総局総務局第二課長・最高裁判所事務総局総務局第三課長（東京地方裁判所判事）
- 2003年8月11日　最高裁判所事務総局総務局第一課長・最高裁判所事務総局総務局広報課付（東京地方裁判所判事）
- 2007年7月10日　東京高等裁判所判事
- 2009年4月1日　東京地方裁判所判事・東京簡易裁判所判事
- 2010年5月27日　東京地方裁判所判事
- 2010年9月24日　最高裁判所事務総局秘書課長・最高裁判所事務総局広報課長（東京地方裁判所判事）
- 2012年12月8日　東京地方裁判所部総括判事
- 2013年9月20日　最高裁判所事務総局総務局長（東京地方裁判所判事）
- 2018年9月10日　水戸地方裁判所所長
- 2019年9月2日　最高裁判所事務総長
- 2022年6月24日　東京高等裁判所長官
- 2024年9月11日　最高裁判所判事
- 2024年10月27日　最高裁判所裁判官国民審査において、罷免を可とする票5,335,897票、有効票のうち罷免を可とする率9.82%で信任[5]。同時に審査された全6人のうちで「罷免を可とする票」の投票数が最少であった。